# Piazza Piattellina
Piazza Piattellina è una piazza di Firenze situata in Oltrarno, tra via del Leone, via dell'Orto e piazza del Carmine.

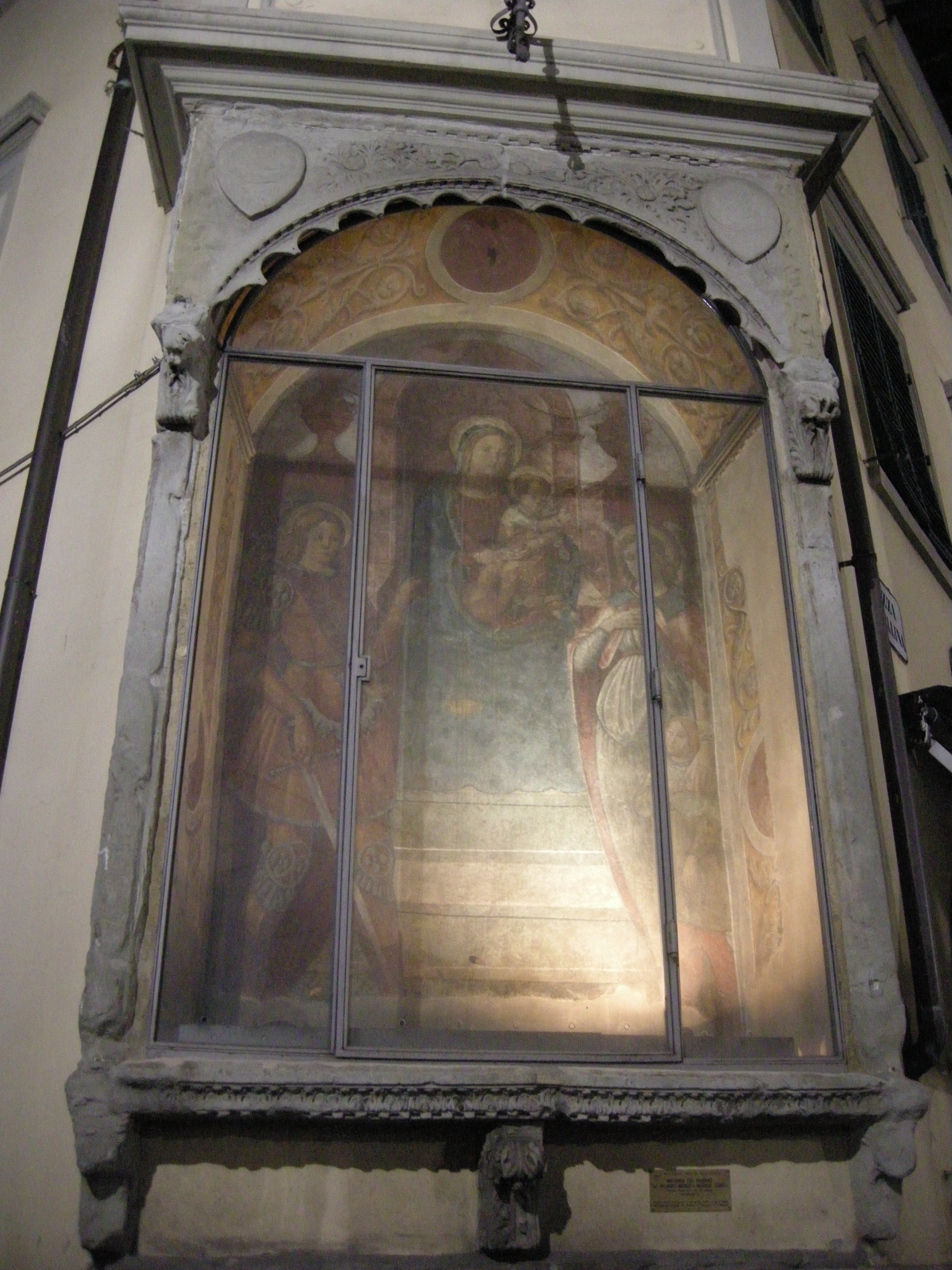
Tabernacolo di piazza Piattellina

La piazzetta ha la forma di uno slargo triangolare, ed ha un curioso nome che non è quello originario: nel Rinascimento la piazza si chiamava "degli Orpellai", dal nome degli artigiani che qui avevano bottega e che erano specializzati nel fare sottilissime lastre di rame, chiamate anche similoro, che erano usate per ornare il cuoio. Il nome di Piattellina invece venne proposto nel XIX secolo prendendo un nome popolare, legato pare a un mercatino che vendeva piatti e altre stoviglie da cucina. 
Sulla piazza si trova un grande tabernacolo della seconda metà del Quattrocento, con la Madonna in trono col Bambino e gli arcangeli Michele e Raffaele, che recentemente è stato attribuito a Jacopo del Sellaio. Il tabernacolo potrebbe essere un ex voto, per la presenza dell'arcangelo Raffaele e Tobia, il cui padre era stato guarito dalla cecità grazie all'intervento dell'angelo..